# Храм святого благовірного князя Ярослава Мудрого (Дніпро)
Церква святого благовірного князя Ярослава Мудрого — православний храм Дніпропетровського лівобережного благочиння Дніпропетровської єпархії Православної церкви України у м. Дніпру. Настоятель — протоієрей Ярослав Малерик.

## Про храм
Помісний Собор УПЦ Київського Патріархату 2008 року на честь 1020-річчя Хрещення Київської Русі благословив приєднати благовірного князя Київського Ярослава Мудрого до лику святих. Також було благословлено будівництво церков на його честь.
На ж/м Фрунзенський розпочато будівництво першого у місті та єпархії храму на честь князя Ярослава Мудрого. На території, окрім самої церкви, розміщуватиметься дитячий майданчик. Проект церкви вже готовий, розпочато збір коштів.
Настоятелем парафії є молодий та енергійний священик — протоієрей Ярослав Малерик, який окрім цього храму також є настоятелем Свято-Духівської церкви м. Дніпро і головою молодіжного відділу Дніпропетровської єпархії.